# Landon Liboiron
Landon Ryan Liboiron, född 10 mars 1991 i Jenner i Alberta, är en kanadensisk skådespelare. Han är mest känd för att spela rollen som Declan Coyne i TV-serien Degrassi: The Next Generation, samt den ledande rollen som Peter Rumancek i Netflixserien Hemlock Grove (2013–2015).

## Biografi
Landon Liboiron växte upp i ett litet jordbrukssamhälle i Jenner i Alberta, tillsammans med sina två äldre bröder, Blake och Lance Liboiron. Hans mor, konstnärinnan Lorraine Mack Liboiron, stöttande hans önskan att bli skådespelare, och körde honom till Vancouver, där han gick på skådespelarkurser såväl som auditions. Han flyttade sedan efter sin high school-examen till Vancouver, för att ägna sig åt skådespeleri på heltid.

## Karriär
Landon Liboiron fick till en början roller i en del TV-filmer, tills han fick genombrottsrollen som Declan Coyne, i TV-serien Degrassi: The Next Generation. År 2011 spelade han rollen som Josh Shannon i sci-fi-serien Terra Nova. Hans karaktär är son till skådespelarna Jason O'Mara och Shelley Conns karaktärer i serien.
År 2013 spelade Landon Liboiron en av de ledande rollerna i Netflixserien Hemlock Grove, high school-eleven/den romska varulven Peter Rumancek. Han spelade där mot bland andra Bill Skarsgård och Famke Janssen och deltog fram till slutet av säsong 3. Han spelade därefter rollen som Michael Smyth i westerndramaserien Frontier (2016–2019), för att sedan få rollen som Carter/Sam Meehan i thrillerfilmen Truth or Dare år 2017.
År 2022 skrev och regisserade Landon Liboiron tillsammans med Bill Skarsgård den gotiska satirkortfilmen Soul of a Man där Stellan och Gustaf Skarsgård har huvudroller. Denna kortfilm är baserad på novellen Bon-Bon av Edgar Allan Poe.

## Filmografi (i urval)

### Filmer
- 2007 – Moondance Alexander
- 2008 – Slaget vid Passendale
- 2012 – Girl in Progress
- 2015 – Forsaken
- 2018 – Truth or Dare
- 2020 – Come True

### TV-serier
- 2008 – Flashpoint (TV-serie)
- 2009–2010 – Degrassi: The Next Generation (TV-serie)
- 2010–2011 – Life Unexpected (TV-serie)
- 2011 – Terra Nova (TV-serie)
- 2013–2015 – Hemlock Grove (TV-serie)
- 2016–2019 – Frontier (TV-serie)